# Sporting CP
Sporting Clube de Portugal (wym. [ˈspɔɾtĩɡ ˈklub(ɨ) dɨ puɾtuˈɣaɫ]) – portugalski klub sportowy, mający siedzibę w Lizbonie i występujący w Primeira Liga.

## Historia
Założony został w 1902 roku jako SC de Belas, a w 1904 roku przemianowano go na Campo Grande Sporting Club. Swoją obecną nazwę, Sporting Clube de Portugal (w Polsce nazywany jest Sportingiem Lizbona), otrzymał w roku 1906. Domowe mecze rozgrywa na stadionie Estádio José Alvalade, który może pomieścić 51 tysięcy widzów. Sporting to jeden z trzech najbardziej utytułowanych zespołów w kraju: 23 razy zostawał mistrzem Portugalii, 21 razy zdobywał Puchar Portugalii, w 1964 roku zdobył Puchar Zdobywców Pucharów, zaś w 2005 roku był finalistą Pucharu UEFA. Wraz z FC Porto i SL Benficą Sporting CP tworzy „wielką trójcę” portugalskiego futbolu. W 2021 roku po 19-letniej przerwie zespół został mistrzem Portugalii.

## Sukcesy
Na podstawie:

### Trofea krajowe
| \| \| Zdobyte trofea w rozgrywkach Portugalii (stan na: 17-05-2025) \| |                                                               |      | |
| Rozgrywki                                                              | Osiągnięcie                                                   | Razy | Sezon(y) |
| · Mistrzostwo                                                          | I miejsce                                                     | 25   | 1923, 1934, 1936, 1938, 1941, 1944, 1947, 1948, 1949, 1951, 1952, 1953, 1954, 1958, 1962, 1966, 1970, 1974, 1980, 1982, 2000, 2002, 2021, 2024, 2025 |
| · Mistrzostwo                                                          | II miejsce                                                    | 22   | 1935, 1939, 1940, 1942, 1943, 1945, 1950, 1960, 1961, 1968, 1971, 1977, 1985, 1995, 1997, 2006, 2007, 2008, 2009, 2014, 2016, 2022                   |
| · Mistrzostwo                                                          | III miejsce                                                   | 26   | 1946, 1955, 1963, 1964, 1972, 1975, 1978, 1979, 1981, 1983, 1984, 1986, 1990, 1991, 1993, 1994, 2001, 2003, 2004, 2005, 2011, 2015, 2017, 2018, 2019 |
| · Puchar                                                               | zdobywca                                                      | 22   | 1923, 1934, 1936, 1938, 1941, 1945, 1946, 1948, 1954, 1963, 1971, 1973, 1974, 1978, 1982, 1995, 2002, 2007, 2008, 2015, 2019, 2025                   |
| · Puchar                                                               | finalista                                                     | 19   | 1922, 1925, 1928, 1933, 1935, 1937, 1952, 1955, 1960, 1970, 1972, 1979, 1987, 1994, 1996, 2000, 2012, 2018, 2024                                     |
| · Superpuchar                                                          | zdobywca                                                      | 9    | 1982, 1987, 1995, 2000, 2002, 2007, 2008, 2015, 2021                                                                                                 |
| · Superpuchar                                                          | finalista                                                     | 2    | 2019, 2024 |
| · Puchar Ligi                                                          | zdobywca                                                      | 4    | 2018, 2019, 2021, 2022 |
| · Puchar Ligi                                                          | finalista                                                     | 4    | 2008, 2009, 2023, 2025 |
| II liga                                                                | I miejsce                                                     | 0    | |
| II liga                                                                | II miejsce                                                    | 0    | |
| II liga                                                                | III miejsce                                                   | 0    | |
| Portugalia                                                             | Zdobyte trofea w rozgrywkach Portugalii (stan na: 17-05-2025) |      | |

### Trofea międzynarodowe
- Puchar Zdobywców Pucharów (1): 1964[12]

## Odznaczenia
- 1932  Komandoria Orderu Chrystusa[13]
- 1935  Oficer Orderu Życzliwości (po zmianie nazwy: Order Zasługi)[13]
- 1981  Członek honorowy Orderu Infanta Henryka[13]

## Obecny skład
Stan na 20 lipca 2025
| Nr | Poz. | Piłkarz                       |
| -- | ---- | ----------------------------- |
| 1  | BR   | Franco Israel (3. kapitan)    |
| 2  | OB   | Matheus Reis                  |
| 3  | OB   | Jerry St. Juste               |
| 5  | PO   | Hidemasa Morita               |
| 6  | PO   | Zeno Debast                   |
| 7  | NA   | Geovany Quenda                |
| 8  | PO   | Pedro Gonçalves               |
| 9  | NA   | Viktor Gyökeres               |
| 10 | NA   | Geny Catamo                   |
| 11 | PO   | Nuno Santos                   |
| 14 | PO   | Giorgi Kochorashvili          |
| 17 | NA   | Francisco Trincão             |
| 19 | NA   | Conrad Harder                 |
| 20 | NA   | Maximiliano Araújo            |
| 22 | OB   | Iván Fresneda                 |
| 23 | PO   | Daniel Bragança (wicekapitan) |
| 24 | BR   | Rui Silva                     |

| Nr | Poz. | Piłkarz                     |
| -- | ---- | --------------------------- |
| 25 | OB   | Gonçalo Inácio              |
| 26 | OB   | Ousmane Diomande            |
| 27 | OB   | Alisson Santos              |
| 30 | PO   | Biel Teixeira               |
| 41 | BR   | Diego Callai                |
| 42 | PO   | Morten Hjulmand (kapitan)   |
| 43 | OB   | MJoão Muniz                 |
| 47 | OB   | Ricardo Esgaio (4. kapitan) |
| 52 | PO   | João Simões                 |
| 72 | OB   | Eduardo Quaresma            |
| 73 | PO   | Eduardo Felicíssimo         |
| 91 | NA   | Rodrigo Ribeiro             |
| 92 | PO   | Eduardo Henrique            |
|    | PO   | Mateo Tanlongo              |
|    | NA   | Afonso Moreira              |
|    | OB   | Diogo Travassos             |